# ゲンゾー
ゲンゾーは、Jリーグ・ツエーゲン金沢のマスコットキャラクター。本項目では、他のツエーゲンのマスコットについても説明する。

## 概要
2011年に誕生。石川県の鳥イヌワシをモチーフに、運動神経抜群なイタズラ好きな性格が特徴。名前は、金沢の方言「つえーげんぞー（強いんだぞ）」に由来している。ほぼ毎年、クラブとはマスコット活動に関する契約を行っている。2017年2月8日、2016年と同様に、クラブと新たに2017年のマスコット契約を締結した。

### プロフィール
- 誕生日：2月8日生まれ
- 特技：Y字バランス
- 好物：石川県産米

- 出演記録
  - <2015年成績> J2リーグ(21試合/0得点)、天皇杯（0試合/0得点）、その他イベント多数[3]
  - <2016年成績> J2リーグ(21試合/0得点)、天皇杯（0試合/0得点）、その他イベント多数[2]

## ナンシー（NANCY）
2017年8月26日、J2第30節讃岐戦で初登場。石川県生まれで、幼少期を金沢市の姉妹都市フランスナンシーで育った帰国子女。名前は、金沢の方言「応援しんなんし〜（応援しないといけない）」に由来。
ゲンゾーに一目惚れし、ゲンゾーに熱烈なアプローチをしている。フランス育ちでエレガントだが、社交的で元気いっぱいの女の子。ピンクが大好きで、ガールズ仕様の特別ユニフォームを着用。ピンクのリボンとマフラーを身に着けている。テレビでゲンゾーを見て以来、ずっとゲンゾーに恋をしている。スタジアムで実際にゲンゾーに会い、ゲンゾーへの想いは大きくなる一方、ゲンゾーの彼女になることを夢見て、女子力UPに励んでいる。2017年8月26日、讃岐戦で行われた「ゲンゾーガールズオーディション」に参加。見事ゲンゾーガールズの座を勝ち取る。

## その他のマスコット
ヤサガラス（YASAGARASU）
2017年5月28日、松本戦を前に、突如クラブハウスやパートナー企業に謎のマークが貼られ、松本戦当日の試合前のスタジアムに姿を表した謎の存在。
金沢サポーターを絶望の淵へ叩き落とすと宣言し、ゲンゾーを襲撃。アウェイ２試合を挟んで迎えた山口戦で、再びスタジアムに登場している。
ゲンゾイヤー（GENZOYER）
突然スタジアムに現れたヤサガラスが、ゲンゾーを倒し、連れ去ってしまった。その後、数試合、ヤサガラスはスタジアムに姿を見せるものの、ゲンゾーは現れず、サポーター全員が絶望感を感じていた。
そんな中、サポーターの思いがゲンゾーに伝わり、ヤサガラスからツエーゲン金沢を守るために誕生。ツエーゲン金沢に妨害を繰り返すヤサガラスを阻止している。
2017年10月、チャンピオンカレーとのコラボレーションにより、「ゲンゾイヤーカレー」を販売することが決定。試合会場のグッズ売場の他、チャンピオンカレーの一部店舗や通販サイト、クラブのオンラインショップでも購入が出来る。
9月開催のホームゲームで開催する「ツエーゲン金沢 秋の収穫祭」の一環として、9月2日第31節長崎戦で、「ゲンゾイヤー団 vs ヤサガラス団 大運動会」が開催された。